# トフルゼミナール
トフルゼミナールとは、1979年に創立された英語教育に力を入れる塾である。

「本物の英語力を育む」を目標にTOEIC、TOEFL、英検などの英語資格の他、海外留学や国内のAO入試、帰国生入試等を対象にした授業を展開しており、毎年多くの合格者を輩出している。

2021年11月現在、仙台、池袋、高田馬場、渋谷、四谷、立川、町田、調布、横浜、藤沢、大宮、船橋、名古屋、大阪、京都、神戸、福岡、オンラインに校舎を置いており、札幌、武蔵小杉、浜松、奈良、広島、熊本に分室がある。